# Antonio Barragán
Antonio Barragán Fernández (* 12. Juni 1987 in Pontedeume) ist ein spanischer Fußballspieler.

## Spielerkarriere
Der Gebürtige Galicier Antonio Barragán spielte zunächst für die Zweitvertretung des FC Sevilla. Dort gehörte er im Alter von 17 Jahren bereits der Stammelf der Sevillanos an. Da es in der Premier League immer beliebter wird junge ausländische Talente schon früh zu verpflichten, um etwaige hohe Ablösesummen zu sparen, wurde er bereits mit 18 nach England zum FC Liverpool geholt.
In seiner einzigen Saison bei den Nordengländern, in der er fast ausschließlich im Reserve-Team aufgestellt wurde, wurde er in einem UEFA-Champions-League-Qualifikationsspiel für seinen Landsmann Fernando Morientes eingewechselt. Sein großer Traum von einem Stammplatz bei den Reds erfüllte sich nicht.
Für £680,000 wurde Antonio Barragán im Sommer 2006 an Deportivo La Coruña verkauft. In den folgenden zwei bis drei Jahren kann der FC Liverpool den Spieler bei einer Zahlung von £475,000 zurückkaufen.
Nachdem er in der Saison 2008/09 bei La Coruña nicht mehr zum Einsatz gekommen war, wechselte er im Sommer 2009 zu Real Valladolid, wo er einen Dreijahresvertrag unterschrieb. Er blieb seinem Verein auch nach dessen Abstieg in die Segunda División im Jahr 2010 treu. Nach dem verpassten Wiederaufstieg in der Saison 2010/11 wechselte Barragán 2011 zurück in die Primera División und schloss sich dem FC Valencia an.
Nach 5 Jahren beim FC Valencia ging Barragán nach England zum FC Middlesbrough, wo er ein Jahr blieb und im Sommer 2017 erneut nach Spanien, diesmal zu Betis Sevilla, wechselte. Der Transfer war zunächst nur als einjährige Leihe gedacht, Betis zog jedoch die Kaufoption, was den Rechtsverteidiger über Juni 2018 hinaus an Real Betis band. Ab Oktober 2020 stand er beim FC Elche unter Vertrag. Seit Mitte 2022 ist er vereinslos.

### Nationalmannschaft
Sowohl für die spanische U-21, als auch für die Auswahl Galiciens ist er angetreten.